# Região Geográfica Intermediária de Santa Inês-Bacabal
A Região Geográfica Intermediária de Santa Inês-Bacabal é uma das cinco regiões intermediárias do estado brasileiro do Maranhão e uma das 134 regiões intermediárias do Brasil, criadas pelo Instituto Brasileiro de Geografia e Estatística (IBGE) em 2017. É composta por 59 municípios, distribuídos em quatro regiões geográficas imediatas, abrangendo parte da Baixada Maranhense, a região do Pindaré, o médio Mearim, e a região do Gurupi. .
Sua população total estimada pelo Instituto Brasileiro de Geografia e Estatística (IBGE) para 1º de julho de 2018 é de 1 289 542 habitantes, distribuídos em uma área total de 63 401,502 km².
Bacabal é o município mais populoso da região intermediária, com 104 633 habitantes, de acordo com estimativas de 2018 do Instituto Brasileiro de Geografia e Estatística (IBGE).

## Regiões geográficas imediatas
| Região geográfica imediata                            | Municípios | População Estimativa 2018 | Área (km²) |
| ----------------------------------------------------- | --- | ------------------------- | ---------- |
| Região Geográfica Imediata de Santa Inês              | Alto Alegre do Pindaré Araguanã Bela Vista do Maranhão Bom Jardim Governador Newton Bello Igarapé do Meio Monção Nova Olinda do Maranhão Pindaré-Mirim Pio XII Santa Inês Santa Luzia São João do Caru Tufilândia Zé Doca                                                             | 466 540                   | 24 386,583 |
| Região Geográfica Imediata de Bacabal                 | Altamira do Maranhão Alto Alegre do Maranhão Bacabal Bom Lugar Brejo de Areia Conceição do Lago Açu Lago da Pedra Lago Verde Lagoa Grande do Maranhão Marajá do Sena Olho d'Água das Cunhãs Paulo Ramos São Luís Gonzaga do Maranhão São Mateus do Maranhão Satubinha Vitorino Freire | 412 421                   | 13 956,911 |
| Região Geográfica Imediata de Governador Nunes Freire | Amapá do Maranhão Boa Vista do Gurupi Cândido Mendes Carutapera Centro do Guilherme Centro Novo do Maranhão Godofredo Viana Governador Nunes Freire Junco do Maranhão Luís Domingues Maracaçumé Maranhãozinho Presidente Médici Santa Luzia do Paruá                                  | 211 470                   | 18 885,063 |
| Região Geográfica Imediata de Pedreiras               | Bernardo do Mearim Capinzal do Norte Esperantinópolis Igarapé Grande Joselândia Lago do Junco Lago dos Rodrigues Lima Campos Pedreiras Poção de Pedras Santo Antônio dos Lopes São Raimundo do Doca Bezerra São Roberto Trizidela do Vale                                             | 199 111                   | 6 172,945  |
| Total                                                 | 59 | 1 289 542                 | 63 401,502 |